# 加藤素毛記念館
加藤素毛記念館（かとうそもうきねんかん）は、岐阜県下呂市にある博物館。
愛称は霊芝庵。加藤素毛記念館　霊芝庵とも称する。

## 概要
- 飛騨国益田郡下原郷（現・岐阜県下呂市金山町下原町）出身の江戸幕府の万延元年遣米使節随行員の一人、加藤素毛に関する資料を保管展示する施設である。加藤素毛の生家の跡地にある。愛称の霊芝庵は、加藤素毛の雅号の一つ「霊之庵」から引用したものである[2][3]。
- 1960年（昭和35年）に金山町立下原小学校で各地に分散した加藤素毛の遺品を集めて「加藤素毛遺品展」を開催[2]。このことより加藤素毛に関する資料の保存運動が高まり、下原地区で1991年（平成3年）に加藤素毛の生家と土地を購入。1994年（平成6年）に下原地区で素毛館建設委員会が、1998年（平成10年）に金山町により金山町素毛館建設委員会が発足[2]。1999年（平成11年）に着工し、2002年（平成14年）7月15日開館[2][3]。
- 建物の看板、テーブル、棚などの一部は、加藤素毛の生家の柱の一部や鴨居などを転用している。また、柱には刀傷が残るが、これは1869年（明治2年）に発生した梅村騒動でつけられた傷である[1]。

## 主な展示物
177点。一部は「加藤素毛の遺品」として、1973年（昭和48年）に岐阜県重要有形民俗文化財に指定されている
- 矢立
- 印籠
- 定規
- 筆
- 小刀
- 扇子
- 写真原版（素毛肖像）
- 周海日記
- 米国ハドソン河アルバム（石版刷）
- 北亜絶景之図
- 帰朝記念版画
- ポーハタン号模型 - 2003年（平成15年）に開館記念事業として製作[2]
- 星条旗 - 当時のアメリカ合衆国の州の数は31であり、星条旗の星の数は31である。加藤素毛が持ち帰った星条旗はこの星が円状に配置されたものである[3]

## 利用案内
- 所在地：岐阜県下呂市金山町下原町69番地5
- 開館時間：10:00 - 15:00
- 開館日：3月から11月の毎月1日、15日
- 入館料：無料

## 交通アクセス

### 公共交通機関
- JR高山本線飛騨金山駅下車、徒歩約15分

## 周辺施設
- 旧・下呂市立下原小学校
- 下原簡易郵便局
- 飛騨川大船渡ダム